# Sidney Janis
Sidney Janis (* 8. Juli 1896 in Buffalo; † 23. November 1989 in New York) war ein amerikanischer Galerist und Kunsthändler.

## Werdegang
Janis trat nach dem Besuch der High School in die Firma seines älteren Bruders ein, der in Buffalo eine Kette mit Schuhgeschäften betrieb. 1925 lernte er auf seinen häufigen Reisen nach New York die Kunstschriftstellerin Harriet Grossman kennen, die er 1925 heiratete. Unter ihrer sachkundigen Führung besuchte er zahlreiche Kunstausstellungen und gewann eine Wertschätzung für die zeitgenössische Kunst. Mitte der 1920er Jahre gründete er mit der M'Lord Shirt Company seine eigene Textilfirma. Ein von ihm entworfenes, kurzärmeliges Hemd mit zwei aufgenähten Taschen erwies sich als Umsatzbringer, der dem jungen Unternehmen zu raschem Erfolg verhalf.

## Kunstsammlung
Gleichzeitig begannen Sidney und Harriet Janis eine Leidenschaft für das Sammeln von Kunst zu entwickeln. Als erstes Werk kaufte Janis eine Radierung des amerikanischen Malers James McNeill Whistler, das er ein Jahr später gegen das kleine Bild Interior at nice von Henri Matisse tauschte. Auf Reisen nach Paris Anfang der 1930er Jahre kaufte das Paar Werke von Pablo Picasso, Henri Matisse, Giorgio de Chirico, Salvador Dalí, Piet Mondrian und Henri Rousseau.
Im Jahr 1934 wurde Janis Mitglied des Aufsichtsrats des Museum of Modern Art, zusammen mit Alfred Barr and Meyer Schapiro. Als Leihgabe stellte er dem Museum neunzehn Werke aus seiner Privatsammlung, darunter Kompositionen von Mondrian und kubistische Gemälde von Picasso zur Verfügung. Später wurde er Vorsitzender der Ankaufskommission und war maßgeblich am Ankauf von Picassos Guernica 1939 beteiligt. Im selben Jahr verkaufte er die Hemdenfabrik, um sich vollständig der Kunst zu widmen.

## Galerie
1942 war Janis beteiligt an der Ausrichtung der New Yorker Ausstellung First Papers of Surrealism, die von André Breton und Marcel Duchamp organisiert worden war, und zu dessen Katalog er das Vorwort schrieb. Im Jahr 1946 war Janis Mitglied der Jury des Bel-Ami-Kunstwettbewerbs neben Alfred H. Barr jun. und Marcel Duchamp, der für den US-amerikanischen Film The Private Affairs of Bel Ami von dessen Produzenten ausgeschrieben wurde. 1948 eröffnete er die Sidney Janis Gallery in der West 57th Street mit einer Ausstellung von Fernand Léger. Anschließend zeigte er Piet Mondrian (1949 und 1951), die Fauves (1950), Von Brâncuși zu Duchamp (1951), Der frühe Léger (1951), Henri Rousseau (1951), Josef Albers (1952) und Dada (1916–1923) (1953). Ebenfalls 1953 stellte er mit Willem de Kooning, Alberto Giacometti, Arshile Gorky und Jackson Pollock in der Ausstellung 5 Years of Janis zeitgenössische europäische und amerikanische Künstler gegenüber.
1962 zeigte er unter dem Titel International Exhibition of the New Realists 54 Künstler, die jungen Amerikaner Roy Lichtenstein, Wayne Thiebaud, Andy Warhol, Claes Oldenburg, Jim Dine, Robert Indiana, James Rosenquist, Tom Wesselmann und George Segal, die Europäer Arman, Daniel Spoerri, Christo, Jean Tinguely, Niki de Saint Phalle und Martial Raysse, Yves Klein, Enrico Baj, Tano Festa, Mimmo Rotella, Mario Schifano, Peter Blake, Peter Phillips und Öyvind Fahlström. Sidney Janis, John Ashbery und Pierre Restany verfassten Katalogtexte für die erste große Ausstellung der Pop Art, allerdings lösten Mark Rothko, Philip Guston, Adolph Gottlieb und Robert Motherwell aus Protest ihre Verbindungen zu Janis. Willem de Kooning blieb.
Harriet Grossman-Janis starb 1963. Im Jahr 1967 übergab Janis weitere 103 Gemälde und Plastiken amerikanischer und europäischer Kunst, darunter Arbeiten von Picasso, Mondrian, Klee und Umberto Boccioni als Stiftung an das Museum of Modern Art in New York.
1988 gründete Sidney Janis eine Stiftung, in die er sein Vermögen, darunter fast 500 Kunstwerke, einbrachte. Er bestimmte sich selbst, sowie seine Söhne Conrad Janis (1928–2022) und Carroll Janis zu Treuhändern. Im Januar 1989 feierte die Sidney Janis Gallery ihr 40-jähriges Jubiläum mit einer Hommage an ihre ersten Jahre und zeigte Hauptwerke von Léger, Mondrian, Hans Arp, Matisse und Giacometti. Sidney Janis starb Ende 1989 im Alter von 93 Jahren in New York. Die Galerie wurde unter der Leitung von Sohn Carroll Janis bis 1998 weitergeführt und anschließend geschlossen, da es zu Erbstreitigkeiten zwischen den Brüdern kam.

## Ausstellungen
- 1970: Sidney and Harriet Janis Collection, Kunsthalle Basel; Akademie der Künste, Berlin; Kunsthalle Nürnberg
- 1971: Von Picasso bis Warhol: 100 Werke aus dem Museum of Modern Art in New York (The Sidney and Harriet Janis Collection), Kunsthalle Köln; Württembergischer Kunstverein, Stuttgart